# Liste des épisodes de L'Homme qui valait trois milliards

Cette page présente les épisodes de la série de science-fiction L'Homme qui valait trois milliards (The Six Million Dollar Man).

## Épisodes pilotes (1973)

### La Lune et le Désert
- Titre original : The Moon and the Desert.
- Première diffusion aux États-Unis : 7 mars 1973.
- Durée : 90 minutes.
- Diffusé en France en VOST le 21 janvier 2000 sur 13e rue.
- Distribution :
  - Lee Majors : Steve Austin
  - Richard Anderson : Oscar Goldman
  - Martin E. Brooks (en): le docteur Rudy Wells
  - Barbara Anderson : Jean Manners (Jeanne en vostfr)
  - Dorothy Green : Mme McKay
- Résumé : Le colonel Steve Austin, de l'US Air Force détaché près la NASA est un pilote d'essai, également astronaute. Il lui est confié le pilotage d'un prototype Northrop visant à simuler l'arrivée sur terre d'une navette spatiale également en projet. Le prototype s'étant crashé et Steve Austin très grièvement blessé, on décide de lui greffer des membres bioniques et de faire de lui un agent secret.
- Commentaire :
  - Barbara Anderson qui joue le rôle de l'infirmière Jean Manners, est plus connue pour son rôle de l'Officer Eve Whitfield dans la série l'homme de fer ainsi que Mimi Davis dans mission impossible.

### Vin, Vacances et Vahinés

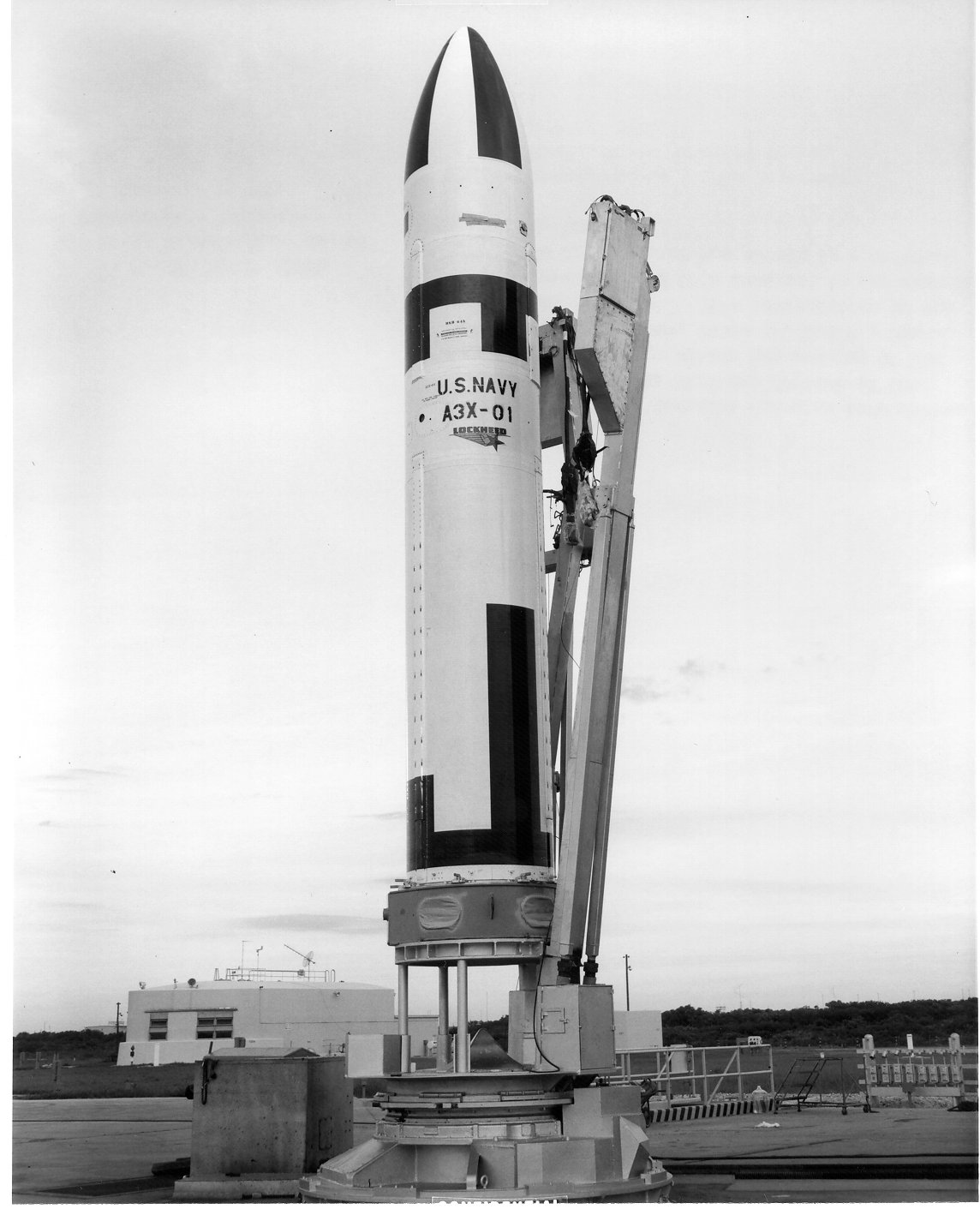
Un missile Polaris

- Titre original : Wine, Women and War.
- Durée : 70 minutes.
- Première diffusion aux États-Unis : 20 octobre 1973.
- Diffusé le 10 mai 1975 sur Antenne 2.
- Réalisateur : Russ Mayberry
- Scénariste : Glen A. Larson
- Producteur et producteur exécutif : Michael Gleason
- Musique : Stu Phillips
- Distribution :
  - Lee Majors : Steve Austin
  - Richard Anderson : Oscar Goldman
  - Alan Oppenheimer : Rudy Wells
  - Britt Ekland : Katrina Volana, agent secret soviétique
  - Eric Braeden : Arlen Findletter
  - Earl Holliman : Harry Donner
  - David McCallum : Alexi Kaslov
  - Michele Carey : Cynthia Holland
  - Lee Bergere : Masaha
  - Simon Scott : capitaine Dawson
  - Robert F. Simpson : capitaine Walker
  - Catherine Ferrar : Tamara
- Résumé : Steve Austin est chargé de mettre la main sur une liste recensant des acheteurs potentiels d'armes atomiques volées aux forces armées des États-Unis. Au cours de son enquête, Steve Austin découvre l'existence d'un réseau d'espions qui effectivement a volé des armes pour les revendre à des pays ennemis des États-Unis et de leurs alliés (notamment Israël). La prochaine guerre sera la « Guerre des six secondes »[1]. Un sous-marin risque aussi d'être dérobé dans les jours à venir. Steve découvre l'existence d'une base secrète dans laquelle sont entreposés, notamment, des missiles nucléaires Polaris. À la fin de l'épisode, après s'être enfui des lieux dans lesquels il avait été retenu prisonnier avec une jeune femme, Steve détruit la base des espions en faisant exploser l'une des bombes atomiques.

### Un otage qui vaut de l'or
- Titre original : The Solid Gold Kidnapping.
- Première diffusion aux États-Unis : 17 novembre 1973.
- Inédit en France
- Distribution :
  - Lee Majors : Steve Austin
  - Richard Anderson : Oscar Goldman
  - Alan Oppenheimer : Rudy Wells
  - Elizabeth Ashley : Dr Erica Bergner
  - Luciana Paluzzi : Comtesse DeRojas
- Résumé :
- Commentaire :
- Steve se retrouve en Suisse mais beaucoup de fausses images par rapport aux endroits cités. On voit des vues aériennes de Zurich alors que Steve est censé être à Lausanne (hôtel et visite en taxi) et ce n'est pas le lac Léman que l'on voit quand il est en bateau (le paysage ressemble plus au lac Tahoe) Certains personnages parlent en français avec l'accent anglais. Les trains ne sont pas ceux des CFF (Chemins de Fer Fédéraux).

## Première saison (1974)
| N° | Titre                          |
| -- | ------------------------------ |
| 1  | Population Zéro                |
| 2  | Seuls les plus forts survivent |
| 3  | Opération Luciole              |
| 4  | Le Robot                       |
| 5  | Opération Afrique              |
| 6  | Compte à rebours               |
| 7  | Témoin oculaire                |
| 8  | Athéna Un                      |
| 9  | Le docteur Wells a disparu     |
| 10 | Mission torpille               |
| 11 | Le Mal de l'espace             |
| 12 | La Vérité                      |
| 13 | Vacances forcées               |

## Deuxième saison (1974-1975)
| N° | Titre                          |
| -- | ------------------------------ |
| 1  | Alerte nucléaire               |
| 2  | Les pionniers                  |
| 3  | Erreur de pilotage             |
| 4  | Madame le Premier Ministre     |
| 5  | 500 millions de plus           |
| 6  | Les visiteurs de l'espace      |
| 7  | Une amitié                     |
| 8  | Reconstitution                 |
| 9  | Acte de piraterie              |
| 10 | Étranger à Broken Fork         |
| 11 | La Voyeuse                     |
| 12 | Course à obstacles             |
| 13 | Un amour perdu                 |
| 14 | Kamikaze                       |
| 15 | Le Robot                       |
| 16 | Taneha                         |
| 17 | Le Sosie                       |
| 18 | L'Espion et la Télépathie      |
| 19 | La Femme Bionique - 1re partie |
| 20 | La Femme Bionique - 2e partie  |
| 21 | La Bonne Cause                 |
| 22 | Vengeance                      |

## Cinquième saison (1977-1978)
| N° | Titre                                   |
| -- | --------------------------------------- |
| 1  | Les Requins - 1re partie                |
| 2  | Les Requins - 2e partie                 |
| 3  | Compte à rebours - 1re partie           |
| 4  | Compte à rebours - 2e partie            |
| 5  | Le Scalpeur                             |
| 6  | Le vent de la mort                      |
| 7  | Comme sur des roulettes                 |
| 8  | Mission lune - 1re partie               |
| 9  | Mission lune - 2e partie                |
| 10 | Cible : Steve Austin                    |
| 11 | Le Projet Cheshire                      |
| 12 | Le Cascadeur                            |
| 13 | Voyage dans le temps                    |
| 14 | La Sonde meurtrière - 1re partie        |
| 15 | La Sonde meurtrière - 2e partie         |
| 16 | L'Île perdue - 1re partie               |
| 17 | L'Île perdue - 2e partie                |
| 18 | La Madone byzantine                     |
| 19 | Le Spectre                              |
| 20 | Rendez-vous avec le danger - 1re partie |
| 21 | Rendez-vous avec le danger - 2e partie  |
| 22 | Opération double-jeu                    |